# François de Licht
François de Licht of Franciscus Lichtius (Antwerpen, circa 1617 – Antwerpen, circa 1650) was een humoristisch Neolatijns schrijver, in het hertogdom Brabant in de Spaanse Nederlanden.
Lichtius groeide op in Antwerpen. Hij liep school bij de dominicanen en ontving de lagere wijdingen in de Roomse kerk. Lichtius behoorde tot de groep van Brabantse humanisten rond Abraham Ortelius, met wie hij een familieband had. In 1642 publiceerde hij zijn eerste werk, geschreven in het Latijn: Asserta veritus genuina Nihili. Het is een humoristisch werk rond het absurde begrip Niets. Dit boek over niets had zodanig succes dat hij in 1642 een tweede boek publiceerde, getiteld Niets nieuws onder de zon (Nihil sub sole novum). In dit boek staat hij afgebeeld met zijn levensmotto Cognose et ignosce: Weet en weet niet.
Zijn vriend Jean-Pierre van Eyck schreef over hem:
Tu nil promittis, multum tamen ausus in illo es; dum fieri ex nihilo posse probas aliquid. Dit betekent: je belooft niets (met je titel); nochtans heb je in je boek veel gedurfd. Je bewijst dan toch maar dat iets kan gebeuren uit niets.